# Mutazilismo
Il mutazilismo, mutazila o muʿtazila è una scuola di pensiero teologico islamico comparsa nel VIII secolo. La teologia Mu'tazila kalām conclude che gli insegnamenti di Dio sono accessibili al pensiero umano e possono essere indagati razionalmente; quindi la conoscenza viene dalla ragione, e quindi la ragione è il fattore determinante nel decidere cosa è bene e cosa è male. Pertanto, il “sacro precedente” non è l’unico a determinare ciò che è giusto, ma si basa anche sulla ragione.
Sviluppato a Baghdad e Bassora, l'approccio mutazilita conobbe momenti di grande diffusione, e vi furono dei periodi in cui il Mutazilismo fu la "dottrina di Stato" nel califfato abbaside durante l'epoca d'oro islamica. Dopo il X e il XIII secolo, a causa della persecuzione dei seguaci del mutazilismo da parte dei sovrani sunniti Abbasidi e Selgiuchidi. Il destino finale dei seguaci del mutazilismo si concluse con l'invasione dei mongoli e la loro scomparsa per lungo tempo dalla società islamica.

## Etimologia
La parola mutazilismo (in arabo  المعتزلة ‎?, al-muʿtazila) ha varie etimologie, cariche di significati non sempre concordanti.
L'interpretazione a lungo più seguita è quella che vorrebbe che il suo fondatore, Wāṣil b. ʿAṭāʾ, abbia abbandonato un consesso guidato da al-Ḥasan al-Baṣrī (642-728) perché le sue idee contrastavano con le posizioni del dotto basriota in materia di peccato del musulmano ma la tradizione vuole che essa derivi dal verbo اعتزل (iʿtazala), ovvero «se n'andò», che origina il maṣdar (nome d'azione) iʿtizāl, riferito sembra alla conclusione d'una discussione riguardante il destino dell'uomo e la sua capacità o meno di creare le proprie azioni, anche se Carlo Alfonso Nallino ha dimostrato che il nome deriva dall'atteggiamento "neutrale" che caratterizzava i mutaziliti.
Secondo Roger Arnaldez invece, che riprende alcune considerazioni di Charles Pellat:
(alcuni teologi della città di Bassora rifiutarono di prendere parte alle lotte per il potere che, dopo l'assassinio di ʿOthman insanguinarono e divisero la comunità musulmana, da cui il nome del movimento che significava "quelli che si astengono")

## Teologia
Il mu'tazilismo ha uno stile teologico razionale, dando priorità alla ragione e alla logica nel rispondere alle domande religiose. I principi del mu'tazilismo erano basati su una combinazione di rivelazione islamica e razionalismo. Ci sono 5 principi base posseduti dai mu'taziliti:
1. Monoteismo (Tawḥīd).
2. La Giustizia di Dio.
3. Differenza tra peccato veniale e mortale.
4. La posizione del grande peccatore è a metà strada tra il kafir e il mu'min (credente), ed è definita fāsiq (empio).
5. Imporre il bene e vietare il male.

I mutaziliti fanno ampio uso del taʾwīl (interpretazione allegorica del Corano). Il mu'tazila essenzialmente dava priorità al ruolo della ragione nell'interpretazione dei principali testi religiosi islamici, vale a dire il Corano e gli Hadith.